# José Javier Viñes Rueda
José Javier Viñes Rueda (Soria, 17 de febrero de 1937-Pamplona, 25 de enero de 2023) fue un médico, escritor y político español, fue alcalde de Pamplona y procurador en Cortes (1972-1974), senador de España (1989-1993), parlamentario foral durante cuatro legislaturas (1982-2003) por el partido de Unión del Pueblo Navarro. 
Se le consideraba uno de los padres de la especialidad de Medicina Preventiva y Salud Pública y fue cofundador en 1976 de la Sociedad Española de Medicina Preventiva, Salud Pública e Higiene (SEMPSPH) habiendo sido también profesor titular universitario en la especialidad de Medicina Preventiva y Salud Pública en la Universidad de Navarra (1964-1995).

## Biografía
De familia navarra, nació en Soria en 1937, vivía y residía en Pamplona desde 1945. Era hijo de José Viñes Ibarrola, médico navarro y concejal de Pamplona (1944-1946) y nieto de José Viñes Bello, «oficial de primera en la Diputación Foral de Navarra, que fue encargado de presentar en Madrid las firmas forales -unas 120.000- que se oponían al ministro Germán Gamazo, la llamada Gamazada que tuvo lugar entre 1893 y 1895» y autor de la primera guía turística de Pamplona: Guía del viajero, descripción de sus monumentos y fiestas (Pamplona, 1923).
Realizó sus estudios primarios en los PP Escolapios de Pamplona, y los de bachillerato en PP Jesuitas (1.ª promoción).
Desde 1954 estudió Medicina en el Estudio General de Navarra, precedente de la Universidad de Navarra donde se licenció en 1961 y más tarde, en 1981, se doctoró, para ejercer como profesor de este centro y posteriormente, en 1995, logrando también plaza en la Universidad Pública de Navarra como profesor titular en Medicina Preventiva y Salud Pública.
En 1964 ingresó en Cuerpo Médico de Sanidad Nacional, siendo nombrado Jefe Provincial de Sanidad de Navarra en 1968.
Fue nombrado alcalde de Pamplona, en 1972 en sustitución de Joaquín Sagüés Amorena, «gracias a la mediación del primer teniente de alcalde, Javier Rouzaut.» De carácter independiente y afecto a la democracia cristiana, de talante conciliador y aperturista, presidió un consistorio de conflictividad creciente tomando algunas decisiones «contrarias al parecer del gobernador» que «muy probablemente fueron la causa de su cese.»
Durante la Transición española «resultó elegido, como miembro de Unión del Pueblo Navarro, tres veces como parlamentario foral y una como senador en Madrid.»
Fue nombrado el 13 de marzo de 1978 secretario general de Salud Pública y Sanidad Veterinaria por el ministro de Sanidad y Seguridad Social, Enrique Sánchez de León y poco después subsecretario de Sanidad (febrero–abril 1979).
Tras varias legislaturas como parlamentario foral y senador, se dedicó a investigar y escribir sobre temas variadas, en muchos casos vinculados con su profesión médica. En 2007 se integró en la Sociedad Cultural Peña Pregón, editora de la revista Pregón Siglo XXI, llegando a ser vicepresidente entre 2010-2016. Era un colaborador asiduo con decenas de artículos de carácter documentalista y de investigación.
Estaba casado con María Dolores Irujo Mayo, y era padre de cuatro hijos y abuelo de nueve nietos.

## Obras y publicaciones
Además de numerosos artículos en revistas especializadas y divulgativas, fue autor de los siguientes libros:
- El Hospital Comarcal de Estella "Jesús García Orcoyen". Estella, 1977.
- Lecciones de medicina preventiva y salud pública. Barañáin, 1984. ISBN 84-398-2342-8.
- Introducción a la medicina preventiva y salud pública. EUNSA, 1989 prologado por Rafael Gómez Lus. ISBN 84-313-1070-7.
- La Sanidad en Navarra entre 1921 y 1996. Gobierno de Navarra, 1997.
- El doctor Nicasio Landa, médico y escritor. Pamplona 1830-1891, una biografía sobre este médico navarro, cofundador de la Cruz Roja española y navarra. Gobierno de Navarra, 2001. ISBN 84-235-2156-7
  - En 2014 sería reeditado con ocasión del centenario como El doctor Nicasio Landa (1830-1891): cofundador de la Cruz Roja Española. Gobierno de Navarra. ISBN 978-84-235-3355-8.[17]
- La sanidad española anterior a 1847, en La sanidad española en el siglo XIX a través de la Junta Provincial de Sanidad de Navarra : (1870-1902). Temas de Historia de la Medicina n.º 5. Gobierno de Navarra, 2006. ISBN 84-235-2873-1[18]
- Breve historia política contemporánea de Navarra. Pamplona, Fecit, 2014. ISBN 978-84-937846-4-5

De entre sus artículos publicados destacar los recientes publicados en la revista Pregón Siglo XXI donde aporta sus experiencias como alcalde durante los Sanfermines de 1973:
- «Sanfermines de 1973. La visión personal del alcalde». Pregón siglo XXI (56): 128-133. 2020. ISSN 1696-1161. Consultado el 21 de septiembre de 2022.
- «Sanfermines de 1973. La visión personal del alcalde. Epílogo (el pobre de mí)». Pregón siglo XXI (57): 81. 2020. ISSN 1696-1161. Consultado el 21 de septiembre de 2022.

## Premios y reconocimientos
- 1992. Medalla de Plata de la Universidad de Navarra, por 25 años de servicios.[19]
- 2019. Homenaje de la Sociedad de Medicina Preventiva.[20]
- Gran Cruz de la Orden de la Benemerencia de Portugal.[21]
- Comendador de la Orden Civil de Sanidad de España.[21]
- Comendador de la Orden al Mérito Civil.[21]
- Medalla de Plata de la Cruz Roja Española.[21]